# Duchowieństwo Księstwa Warszawskiego

## DuchowieństwoKsięstwa Warszawskiego
lata 1807-1809
Arcybiskupi:
- gnieźnieński - Ignacy Antoni Raczyński

Biskupi
- chełmiński - Franciszek Rydzyński
- płocki - Onufry Szembek (1807-1809); Tomasz Ostaszewski (1809-1815)
- poznański - Tymoteusz Gorzeński
- warszawski - administrator Ignacy Raczyński
- wigierski - Jan Klemens Gołaszewski
- włocławski (kujawski) - Franciszek Malczewski

lata 1809-1815
Arcybiskupi:
- gnieźnieński - Ignacy Raczyński

Biskupi
- chełmiński - Franciszek Rydzyński
- płocki - Onufry Szembek (1807-1809); Tomasz Ostaszewski (1809-1815)
- poznański - Tymoteusz Gorzeński
- warszawski - administrator Ignacy Raczyński
- wigierski - Jan Klemens Gołaszewski
- włocławski (kujawski) - Franciszek Malczewski

- kielecki - Wojciech Jan Górski
- krakowski - Andrzej Gawroński
- lubelski - Wojciech Józef Skarszewski

- greckokatolicki biskup chełmski - Franciszek Ciechanowski